# Municipio de Kertsonville
El municipio de Kertsonville (en inglés: Kertsonville Township) es un municipio ubicado en el condado de Polk en el estado estadounidense de Minnesota. En el año 2010 tenía una población de 94 habitantes y una densidad poblacional de 1 personas por km².

## Geografía
El municipio de Kertsonville se encuentra ubicado en las coordenadas 47°43′0″N 96°25′1″O / 47.71667, -96.41694. Según la Oficina del Censo de los Estados Unidos, el municipio tiene una superficie total de 94.34 km², de la cual 94,34 km² corresponden a tierra firme y (0 %) 0 km² es agua.

## Demografía
Según el censo de 2010, había 94 personas residiendo en el municipio de Kertsonville. La densidad de población era de 1 hab./km². De los 94 habitantes, el municipio de Kertsonville estaba compuesto por el 98,94 % blancos, el 1,06 % eran amerindios. Del total de la población el 0 % eran hispanos o latinos de cualquier raza.